# Franz von Portenschlag-Ledermayer
Franz, Edler von Portenschlag-Ledermayer (1772-1822) est un avocat et botaniste autrichien.

## Biographie
Franz von Portenschlag est né le 13 février 1772 à Vienne dans la famille d'un médecin. Il étudie au département de droit de l'université de Vienne et obtient en 1796 un doctorat en droit. Il travaille ensuite comme avocat pendant un certain temps, mais abandonne rapidement sa carrière juridique et décide de consacrer sa vie à l'étude de la flore autrichienne.
À partir de 1811, Portenschlag accompagne régulièrement l'archiduc Johann lors de ses voyages en Styrie ; en 1815, il voyage avec l'archiduc Rainer dans la banlieue de Vienne. En 1818, Portenschlag recueille plus de 200 échantillons de plantes lors du voyage de l'empereur François Ier à travers la Dalmatie.
Franz von Portenschlag-Ledermeier meurt le 7 novembre 1822.
En 1824, Leopold Trattinnick, avec le soutien des amis de Portenschlag, publie le recueil Enumeratio plantarum en Dalmatie, dont les illustrations ont été réalisées par Tratinnik et Anton Rochel à partir d'échantillons de l'herbier de Portenschlag. Tretinnik a également utilisé les spécimens de Portenchlag pour préparer la sortie de Synodus botanica.
La majeure partie des échantillons botaniques collectés par F. Portenschlag (environ 11 700 spécimens) sont conservés au Musée d'histoire naturelle de Vienne (Wien).